# Mijaíl Gétmanov
Mijaíl Demiánovich Gétmanov (8 de noviembre de 1891 - enero de 1978), fue un general-Mayor del Ejército Ruso, comandante cosaco.
La familia de los Gétmanov lleva sus inicios desde las generaciones de los zaporozhtsi (cosacos de Zaporozhie), aquellos que tiempo atrás se trasladaron con todo su ejército a Kubañ, Rusia. Un cosaco valiente y arriesgado, Aleksandr Gétmanov rapto a su futura esposa desde un pueblo cherkéso en altas montañas. Como un auténtico “dzhigit”, en continuas batallas, guerras y campañas, llegó a ser el general del Ejército y en reconocimiento máximo por su valentía recibió de la mano del Emperador el título de nobleza. El hijo de él —Demián Aleksándrovich Gétmanov, la mayor parte de su vida paso en el Cáucaso, participó en la guerra de Rusia con Turquía, también en campañas en regiones de Trans-Caspio— con el tiempo también llegó al rango de general.
El 8 de noviembre de 1891, la familia de Demián Aleksándrovich Gétmanov tuvo un hijo – un cosaco más. Al muchacho le dieron el nombre Mijaíl, y al pasar los años el también llegó en su carrera al rango de general. En 1901, Mijaíl Demiánovich Gétmanov inició sus estudios en el Cuerpo de Cadetes de Vladi-Cáucaso. El muchacho era zurdo, en aquella época a los zurdos les entrenaban para ser diestros como los demás, así que al final era extremadamente hábil con ambas manos. Más tarde, durante la Primera Guerra Mundial y después – en la guerra civil rusa, esta habilidad le fue muy útil. En 1909, Mijaíl Gétmanov ingresa en el Ejército Imperial Ruso en la Escuela de Caballería Nikolayevskaya en la ciudad de Petersburgo, fue asignado a la sotnia cosaca, donde se destacó notablemente en “dzhigitovka” (ejercicios de equitación), participando con éxito en competencias y demostraciones oficiales. Muy a menudo el oficial Gétmanov fue asignado a cumplir su servicio como integrante de la Guardia Imperial del Palacio de Invierno.
Egresado de la Escuela de Caballería, en agosto de 1911, Mijaíl Gétmanov es ascendido al rango de jorunzhi y poco después enviado al 1.º Regimiento del Ejército de Kubán del Mariscal General el Príncipe Potiómkin Tavrícheski y el Regente Yekaterinoslavski del Cáucaso. En aquel entonces la responsabilidad del regimiento era el resguardo de las fronteras del Imperio Ruso con Afganistán y Persia. En mayo de 1912, como integrante de las tropas especiales (fueron enviados por el gobierno ruso a la petición expresa del Jeque de Persia), participó en “misiones de paz” de la época, neutralizando a los príncipes persas rebeldes. 
Al término de esta misión, el suboficial de la 2.º sotnia regresa a la ciudad de Merv. Ya en aquellos días, desde el inicio de su carrera militar, Mijaíl Demiánovich ganó el respeto y cariño de los cosacos. Los oficiales lo llamaban – el “Misha-Dzhan” (en el idioma local significa “Misha-el hombre con alma abierta”).
Su participación en la Primera Guerra Mundial jorunzhi Gétmanov inicia en el rango de suboficial de la 2.º sotnia del 2.º Regimiento del Cáucaso. En 6 de agosto de 1914, como integrante de la 2.ª División de Kubán, Mijaíl Demiánovich cruza la frontera con Austria y a pesar de ser herido en una de las piernas, se mantiene en filas y en primeros días de septiembre del mismo año toman en combate el paso montañoso de Besquida, cruzando la frontera con Hungría en la localidad de Volos. Al inicio de octubre, Gétmanov está a cargo de la formación del comando de ametralladoras del División. Posteriormente fue ascendido al cargo de Jefe de la Guardia del Comandante del 2.º Regimiento del División de Kubañ. Sin embargo, el joven oficial se inquieta por regresar al frente y a finalizar el mes de octubre a su solicitud personal fue enviado a la línea del frente como suboficial de 1.º sotnia del regimiento. 
En 18 de marzo de 1915 sus tropas se trasladaron al frente con Alemania y poco después el jorunzhi Gétmanov fue ascendido al cargo de Comandante al mando de la 1.º sotnia. Para el mes de julio, él toma el mando de la 3.º sotnia, además de continuar paralelamente a cargo del comando de ametralladoras. En 7 de septiembre, en un combate en cercanías del pueblo Keleizi, jorunzhi Gétmanov fue herido – la bala atravesó el muslo derecho. Posterior a este suceso, mientras que Gétmanov se encontraba en recuperación, se emite la orden especial sobre su ascenso al rango de Sotnik (Comandante del grupo – de “sotnia”, cien integrantes). Tan solo se cicatriza su herida, en el mes de octubre regresa al frente. 
En numerosas ocasiones Gétmanov encabezaba a su sotnia al ataque de caballería, y desde octubre de 1915 hasta agosto de 1916 salía del combate sin ningún rasguño. Pero el 12 de agosto de 1916, al mando de su grupo de cosacos en un enfrentamiento en cercanías de stanitsa Vileika, sotnik Gétmanov nuevamente está siendo gravemente herido – una herida de bala en el tórax, otra – en la mano izquierda, arriba del codo, con huesos destrozados. Su caballo fue abatido y Mijaíl Demiánovich Gétmanov se quedó caído en pleno campo, al frente de las posiciones enemigas. Los cosacos no abandonaron a su comandante: con la llegada de oscuridad, arrastrándose por el barro bajo permanente fuego cruzado de las ametralladoras alemanas, lograron a recuperar a su sotnik y llevarlo hasta las trincheras del ejército ruso. Los cuatro cosacos que participaban en el rescate fueron presentados para La Cruz de San Jorge del 2.º grado (uno de estos cosacos -Sídor, más tarde se queda como ayudante personal de Gétmanov, participa con él en la Primera Guerra Mundial, después -en la guerra civil rusa, hasta el mismo Lemnos, la isla griega -su primera estancia en emigración). Después de ser examinado por los doctores, Mijaíl Demiánovich fue evacuado primero al hospital de campaña y posteriormente al hospital de la ciudad de Minsk. 
Con gran pérdida de sangre todo su cuerpo debilitado está siendo afectado por una infección sanguínea. Los quirófanos toman la drástica decisión de amputar el brazo izquierdo completo. Al cumplir dos semanas después de ser herido y sufrir la amputación del brazo, solicita la autorización para regresar a las filas. 
A fines de noviembre, sotnik Gétmanov recibe la autorización personal del Emperador para reincorporación al servicio. En 23 de diciembre el oficial cosaco regresa a su regimiento y recibe el mando de la 5.º sotnia. Este mismo día al campamento llega la Orden de Su Excelencia El Emperador con su ascenso al rango de Esaúl (equivalente al capitán de infantería). A pesar de ausencia de un brazo, Mijaíl Demiánovich Gétmanov personalmente lleva a su sotnia a los ataques de caballería. Las riendas las agarraba con los dientes o, a veces, dejaba amarrado a la silla, por debajo de una de las piernas. Se puede imaginar, que impresión los enemigos tenían al ser atacados por los cosacos de Kubañ, encabezados por un comandante así. Antes de ser herido, Gétmanov era zurdo pero ahora manejaba a su shashka (tradicional arma blanca cosaco) con la mano derecha, igual de virtuoso y hábilmente. Y así batallaba con los germanos – con las riendas entre sus dientes y con la shashka en su única mano. 
En el año 1917 Rusia fue sacudida por grandes cambios y terremotos políticos y sociales. Mijaíl Gétmanov, consciente de lo sucedido, trató de enfrentar el caos generalizado que amenazaba con consumir por completo al Ejército Ruso – por lo menos mantener la orden y la subordinación en las tropas comandadas por él. Los Kubañtsi (cosacos de Kubañ) le tenían mucho respeto y Mijaíl Demiánovich Gétmanov gozaba de una confianza ilimitada y cariño de sus subordinados. Tradicionalmente las relaciones entre los cosacos de rangos inferiores y los oficiales cosacos eran muy fluidas y de mucho respeto, independientemente de su posición en la jerarquía militar. Por lo mismo, todos los integrantes de las tropas cosacas fueron muy unidos entre sí, no permitían a nadie de afuera ningún tipo de ofensa personal hacia sus comandantes (con una palabra o con algún tipo de acción). F.I. Yeliséyev describe una situación que caracteriza el afecto de Gétmanov hacia sus subordinados: “Los viejos jorunzhis organizaron para nosotros una entretenida bienvenida, durante la cual Gétmanov pronuncio una frase, que reflejaba el ambiente que reinaba en nuestras tropas: “Debemos tratar a los cosacos de rangos inferiores, como si fueron nuestros hermanos menores, querer y cuidarlos, servirles de ejemplo en todos los ámbitos.” Por eso no era extraño ver el cariño y respeto que le tenían los cosacos de su sotnia. Pero la situación general en el Ejército y en la sociedad en Rusia de la época era distinta -caótica y desmoralizadora hasta el límite. 
En diciembre de 1917, rechazando la legitimidad de “elecciones de bases”, oficial Gétmanov retira a su sotnia desde la localidad de Orsh, donde fueron acuartelados los regimientos del Ejército Ruso. Voluntariamente se unen a su tropa la mayoría de los cosacos de la 6-a sotnia, todos se embarcan al tren militar y se dirigen a los valles del río Don. A su llegada a la ciudad de Novocherkask, Gétmanov recibe un telegrama de parte del Gobierno Militar de Kubán con instrucciones de desmovilizar a sus tropas antes del 6 de enero de 1918. Cumpliendo con lo ordenado, el Gétmanov continua hasta la ciudad de Ekaterínodar y en 8 de enero se presenta ante el comandante de su regimiento. De inmediato Gétmanov fue incorporado al Departamento de Contrainteligencia del Estado Mayor del Ejército de Kubán y enviado al jútor (poblado cosaco) Romanovski para efectuar labores de inteligencia en la localidad dominada por los bolcheviques. Siendo un personaje demasiado famoso en el mundo militar, el esaúl fue reconocido por los “rojos” y arrestado por el Comité local. Gétmanov logra escapar de la prisión y regresar al cuartel general del Estado Mayor. A su regreso fue incorporado al grupo del denominado “Grupo de Salvación de Kubán”, comandado por coronel Lisevitski. Las comunicaciones con Don fueran interrumpidas, la situación se tornaba desesperada, y en la reunión con el atamán de Kubán -coronel Filimónov, se tomó la decisión de abandonar la ciudad de Ekaterinodar. Parte de la población local, que no eran cosacos, no disimulaban su orientación “roja” pero la resistencia “blanca” continuaba con su lucha en toda Kubañ. En 28 de febrero Gétmanov se retira de Ekaterinodar como integrante de la División Cherkeski. En 14 de marzo las tropas cosacas de Kubañ se reúnen con el Ejército Voluntario (Dobrovólcheskaia Armia) del general Kornílov, quien en duros combates abrió camino desde la ciudad de Rostov. Esaúl Gétmanov fue transferido al Grupo de oficiales de caballería “Baklanovski”. La tropa fue compuesta por los cosacos de Don, los únicos cosacos de Kubán en esta formación fueron Mijaíl Demiánovich Gétmanov y su hermano mayor. Con el Grupo “Baklanovski”, Gétmanov participa en La Campaña de Hielo (Ledianóy Pojod) y en todos los combates, incluyendo los asaltos a la ciudad de Ekaterinodar (que finalmente no tuvieron éxito). Después del fallecimiento del general Kornílov, Mijaíl Gétmanov como integrante del Grupo, participó en numerosos combates camino a la ciudad de Rostov. En stanitsa Mechetinski le ascendieron al grado de vájmistr de la tropa. La 1-a Campaña de Kubán (La Campaña de Hielo o Ledianói Pojod) se finaliza en 30 de noviembre de 1918, posterior a esto Mijaíl Demiánovich permaneció en la misma tropa por un mes más. En 2 de junio del mismo año, esaúl Gétmanov fue transferido al 2.º Regimiento de Kubán del Ejército Cosaco de Kubán (K.K.V. – por sus siglas en ruso) y fue nombrado como ayudante del comandante. Este mismo mes, con una orden especial n.º297 del Ejército Glorioso de Don, por su gran participación y valentía demostrada en los combates, fue ascendido al rango de Mayor del Ejército y, un mes después – en 19 de julio, le entregan la comandancia del 2.º Regimiento de Kubán. 
En uno de los combates con los “rojos”, en 28 de agosto de 1918, Gétmanov fue alcanzado por metrallas de una explosión, de nuevo herido – esta vez en el muslo de su pierna derecha y en la barbilla, además sufrió una fuerte contusión. Este mismo día, después de recibir la atención médica, regresa al regimiento y nuevamente encabeza el ataque de caballería de sus tropas. Y —nuevamente recibe un balazo, esta vez en el pecho. Mientras fue trasladado al hospital de campaña bajo lluvia de balas, Mijaíl Demiánovich es alcanzado por otro disparo— esta es su tercera herida durante el día. En el hospital, durante la intervención quirúrgica, los médicos encuentran una bala que se detuvo justo en la bolsa del corazón sobre la válvula. Determinan que en caso de intentar retirar la bala expondrían al paciente al riesgo de perder la vida de inmediato. El doctor decide dejar la bala en la bolsa del corazón y cierra la herida con puntos. Mijaíl Demiánovich Gétmanov lleva esta bala en su corazón durante toda su vida hasta la muerte en año 1978. 
En 27 de octubre de 1918, por orden n.º6 del Ejército Voluntario (Dóbro-ármia) y orden n.º183 del Ejército Cosaco de Kubañ, Gétmanov es ascendido al rango de coronel. En 18 de noviembre de 1918, cuando finalmente se recupera de sus heridas, regresa al servicio activo y recibe el mando de la 1-a Brigada del 1.ª División Cosacos de Kubañ (del general Pokrovski). Los meses posteriores pasaron en combates en regiones de Kubañ y del Cáucaso del Norte. 
En 2 de abril de 1919, coronel Gétmanov fue llamado para cumplir tareas como integrante del Estado Mayor del Ejército, pero ya en 3 de junio nuevamente esta a la cabeza de la 1.ª División Cosaco de Kubañ, en reemplazo de otro comandante, que fue herido en combate. Los cosacos de Kubañ participaban en aquella época en duros batallas y enfrentamientos locales en dirección a las cercanías de la ciudad de Tsaritsin. Posterior a la toma de esta ciudad, continuaron su avance al norte. Al mando de la división, coronel recibe una fuerte contusión en una de las emboscadas en la localidad de Marienfeldom (provincia de Sarátov), pero continúa a la cabeza de sus tropas. 
En 22 de septiembre de 1919, al regreso del comandante de la división, coronel Gétmanov regresa a tomar el mando de su 1-a Brigada. En 7 de octubre, encabezando un ataque en cercanías del poblado Prudkí, provincia de Sarátov, Gétmanov de nuevo está herido, esta vez en el muslo de su pierna derecha. Fue evacuado, y una vez dado de alta por los médicos, coronel regresa a las filas y en 7 de diciembre dirige su brigada al frente “Zarízinski”. 
En febrero de 1920, por órdenes del Ejército de Kubán, al coronel Gétmanov le entregaron el mando de la Brigada de Jopiórsk y fue trasladado a stanítsa Nevinomiskaia. Dicha brigada, al igual que muchas otras formaciones “blancas” de aquella época, permanecía en una degradación militar absoluta. Gétmanov voluntariamente entrega el mando y a mitad del mes de abril se pasa al retiro, engrosando las filas de los oficiales de reserva. Mientras, el atamán Bukrétov por intermedio del general Morózov empieza negociar con los bolshevik´s las condiciones de la capitulación. La parte menor del Ejército de Kubán logró completar la evacuación de sus tropas a la península de Crimea, contrariamente a las órdenes del atamán Bukrétov. El resto se rinde y se entrega a los “rojos”. El atamán Bukrétov, a pesar de ser el principal promotor de la capitulación y entrega, junto con algunos miembros de la Rada (Parlamento) de Kubán (pertenecientes a la corriente política “samostíyniki”), abandona a sus tropas y escapa a Georgia (más tarde, en junio de 1920, los miembros restantes de la Rada de Kubán declaran a Bukrétov como traidor). 
Sin embargo, algunas tropas del Ejército de Kubán que no lograron completar su evacuación a Crimea, categóricamente se oponen a la capitulación y no se entregaron a los “rojos”. En respuesta a la petición de los cosacos, general Gétmanov (sin pensar en lo absoluto en la posibilidad de la rendición), nuevamente toma el mando de la Brigada de Jopiórsk y conduce sus tropas a Georgia. Se evitaron bajas innecesarias y se mantuvieron intactos los viejos estandartes de la Brigada. Más tarde estos cosacos fueron trasladados a Crimea y continuaban participando en combates. 
Extracto de una carta, escrita por Sr. V.V.Chernishev al Sr. Yeliséyev, referente a los últimos días de permanencia en la costa del Mar Negro de los cosacos de Kubán (año 1920): 
“Comandante de la Brigada de Jopiórsk, del 1.º y 2.º regimientos, en aquel entonces coronel (más tarde – general-mayor) Mijaíl Demiánovich Gétmanov en forma independiente quiebro la frontera y se dirigió con toda su brigada a Georgia. Nosotros no tuvimos ningún problema ya que al acercarse nuestras tropas a la línea de frontera, la guardia fronteriza georgiana se dio a la fuga. Mis tropas en conjunto con la 1.º sotnia de cosacos de Jopiórsk temporalmente serraron y ocuparon la frontera, hasta que logramos a reunir en sus puestos a los georgianos que se fugaron "prudentemente".. A nuestra llegada a la ciudad de Gágri contacté con las autoridades georgianas. Posteriormente la brigada fue acuartelada en la localidad de Kutaísi, -lugar de alojamiento habitual de los cosacos de la Brigada de Jopiórsk antes de la guerra. Más tarde todas las tropas fueron trasladadas a la península de Crimea y se unieron a las fuerzas del general Wrangel.” 
Gétmanov se dirige a Sebastopol y recibe órdenes de incorporarse a la División cosaca de Kubañ, del general Babiev. Como integrante de esta división, coronel Gétmanov participa en exitosa operación de neutralización y captura de las tropas del Ejército Rojo del comandante Zhloba. A mitad de julio, Gétmanov fue transferido a las órdenes del general-mayor Naúmenko, Jefe del Estado Mayor del Ejército cosaco de Kubañ. En 3 de agosto de 1920, coronel Gétmanov, en calidad del comandante de la tropa Chernomórskaya (del Mar Negro) y como integrante de la unidad de las fuerzas especiales, bajo el mando del general Ulagai, participa en el desembarco de los comandos en la stanítsa Primórsko-Ajtárskaya. El objetivo de la operación fue brindar el apoyo a las tropas del general Fostikov, y de los coroneles Skakun, Lébedev y Meniakov. En 23 de agosto, Mijaíl Demiánovich regresa nuevamente a Kerch, donde entrega el mando de la tropa y recibe el mando de la sotnia de los oficiales. 
En 3 de noviembre de 1920, el coronel Gétmanov junto con sus tropas, fue obligado a abandonar a la península de Crimea –el último bastión de la resistencia de aquellos combatientes que iniciaron su lucha todavía bajo el mando de Kornílov. La salida de Rusia fue muy difícil y dura, afectó tremendamente a la moral de todos. Todos fueron conscientes de que sus vidas en Rusia corrieron riesgo – los “rojos” fusilaban a todos sus adversarios sin juicios ni tribunales. Buscando la salvación del terror “rojo” en el extranjero, la mayoría sabía que no regresarán y no volverían a ver nunca más a su Patria. El ambiente fue más tenso aún: los cosacos dejaban en la costa a sus caballos, mientras avanzaban los barcos al alta mar. Los caballos se tiraban al agua, tratando de seguir a sus amos, enfrentando oleaje del mar… “Sin caballo – el cosaco es un huérfano”, dice un refrán cosaco. Con lágrimas en los ojos, los cosacos disparaban a sus caballos, a sus fieles compañeros de combate, con un tiro de gracia liberando los de una muerte lenta y dolorosa en aguas congeladas.  Allí estuvo el caballo de Mijaíl Demiánovich. Estos momentos de su vida fueron gravados en su memoria por siempre.
Unos días más tarde el transporte llegó a Constantinopla, donde los antiguos “aliados” de la Primera Guerra Mundial mantenían el barco en el mar abierto en cuarentena durante once días. Recién en 19 de noviembre de 1920 llegó la autorización para proseguir por el estrecho y dos días después los cosacos de Kubañ avistaron a la isla de Lemnos, donde ya se concentró la mayor parte de las fuerzas cosacas evacuadas. 
En 7 de diciembre de 1920, por orden n.º300 del Ejército Ruso, reconociendo sus méritos en combate, Mijaíl Demiánovich Gétmanov fue ascendido al rango de general-mayor. Hasta marzo de 1921, el general Gétmanov fue observador de las comandancias de los regimientos, posteriormente fue incorporado al Cuartel General de la 2.ª División de infantería de Kubañ. 
En Lemnos, Gétmanov conoce a su futura esposa –Militsa Mijáilovna Ponochevnaya. En 1922, después del levantamiento de los comunistas en Bulgaria, el general Gétmanov y su esposa fueron arrestados por los “rojos” locales. Después de unos días, el arresto formal de Mijaíl Demiánovich Gétmanov lo cambiaron por el régimen del arresto domiciliario y en noviembre, juntos con otros oficiales cosacos fue obligado por las autoridades a abandonar Bulgaria. Los Gétmanov se asentaron en la ciudad Prilep (Macedonia), y – por el orden n.º30 del general Zborovski, Mijaíl Demiánovich se pasa al retiro y automáticamente fue registrado como oficial -reservista del Ejército cosaco de Kubañ. En 1928 Gétmanov se traslada a la ciudad Nish, en Serbia, y en abril de 1929 es integrante de la Sociedad de los Oficiales Rusos – 4.º departamento del R.O.V.S.. 
Hasta el año 1943 los Gétmanov residen en Belgrado. En 1944, al avanzar las fuerzas soviéticas hasta los territorios de los países balcánicos, los Gétmanov deciden viajar a Austria. A finalizar la Segunda Guerra Mundial, los Gétmanov residen en un campamento cosaco, en el poblado Kempten, Baviera. Junto con otro grupo de familias cosacas milagrosamente se salva de ser capturado por servicios secretos soviéticos (SMERSH). En 1949 la familia de los Gétmanov emigra a Estados Unidos. Inicialmente residen en Filadelfia, posteriormente se trasladan a Nueva York y finalmente se establecen en Nueva Jersey, en un pequeño poblado fundado por los cosacos en emigración llamado New Kubañ (Nueva Kubañ). En Nueva Jersey, Mijaíl. Demiánovich Gétmanov fue uno de los fundadores del museo nacional cosaco, donde hasta ahora se mantienen numerosas reliquias y documentos históricos de este pueblo.
El General-mayor Gétmanov falleció en enero de 1978, a los 87 años de edad en Nueva Jersey (Estados Unidos). Durante su vida fue herido de gravedad once veces en combates. Fue galardonado con numerosas distinciones, medallas y órdenes, inclusive "Al Valor" y "Heroísmo Personal en Combates".
- Datos: Q6015994